# Павел (Вильковский)
Архиепископ Павел (в миру Пётр Яковлевич Вильковский; 23 августа (4 сентября) 1870, Николаев, Херсонская губерния — 7 мая 1933, Ростов-на-Дону, СССР) — епископ Русской православной церкви, архиепископ Пятигорский.

## Биография
Родился в семье псаломщика. Окончил Херсонское духовное училище (1885), Одесскую духовную семинарию со званием действительного студента (1891), Киевскую духовную академию со званием действительный студент, поскольку содержащее плагиат кандидатское сочинение было признано неудовлетворительным (1895).
С 1895 года — корректор Синодальной типографии в Санкт-Петербурге.
С 1896 года послушник в новгородском Воскресенском монастыре. В 1898 году пострижен в монашество и рукоположён во иеромонаха в Макарьевской пустыни Новгородской губернии.
С 1900 года ключарь храма свт. Николая Чудотворца при русском посольстве в Константинополе.
1903 год — настоятель храма святого Стефана в Константинополе, начальник русской школы при нём. С 1905 года кандидат богословия. С 1908 года — законоучитель в коммерческом училище Константинополя.
С 1910 года — смотритель Торопецкого духовного училища.
С 28 июля 1911 года — ректор Таврической духовной семинарии в сане архимандрита, председатель Таврического епархиального училищного совета. С декабря 1911 — настоятель Уфимского Успенского монастыря.
С 1913 года — ректор Уфимской духовной семинарии.

### Архиерей
1 (14) октября 1914 года в Петрограде хиротонисан во епископа Елецкого, викария Орловской епархии. Настоятель Свято-Троицкого монастыря в Ельце, председатель Елецкого училищного совета.
Награждён орденом св. Владимира III степени (1915).
С 1917 года — епископ Михайловский, викарий Рязанской епархии.
В 1918 году член Поместного Собора Православной Российской Церкви как заместитель епископа Иоанна (Смирнова), участвовал в 3-й сессии, член VII отдела.
В 1918 году выехал из Москвы в Херсон, где пробыл до 1919 года.
С января 1919 года — епископ Бакинский и Елизаветпольский, викарий Грузинского Экзархата.
С 1923 по 1925 год находится в Москве без права выезда. 13 (26) августа 1923 года Патриархом Тихоном назначен епископом Вологодским. По другим сведениям, находился в Иверско-Алексеевском женском монастыре в г. Туапсе Кубанского округа.
С 1924 года — епископ Оханский, викарий Пермской епархии.
В 1925 году выслан в Нижегородскую губернию на три года.
Летом 1926 года присоединился к Временному высшему церковному совету под руководством архиепископа Григория Яцковского. В июне принимал участие в григорианском 1-м Всероссийском съезде духовенства и мирян.
С октября 1927 года — епископ Минский. Противник автокефалии Белорусской Церкви. В октябре 1930 года упоминается уже архиепископом Минским.
С 13 декабря 1930 года — архиепископ Пятигорский.
В мае 1932 года ушёл на покой. Уехал в Старую Руссу. 19 февраля 1933 года был арестован и этапирован в Ростов-на-Дону. 2 апреля 1933 года тройкой при ПП ОГПУ по Северо-Кавказскому краю и Дагестанской АССР по обвинению в «участии в церковно-монархической контрреволюционной организации „Южно-Русский Синод“ под руководством митрополита Серафима (Мещерякова) и создании повстанческой базы на Тереке» (признал себя виновным) по ст. 58-10, 58-11 УК РСФСР приговорён к расстрелу. Приговор приведён в исполнение 7 мая 1933 года в городе Ростов-на-Дону. Место погребения неизвестно.